# Warum Nationen scheitern

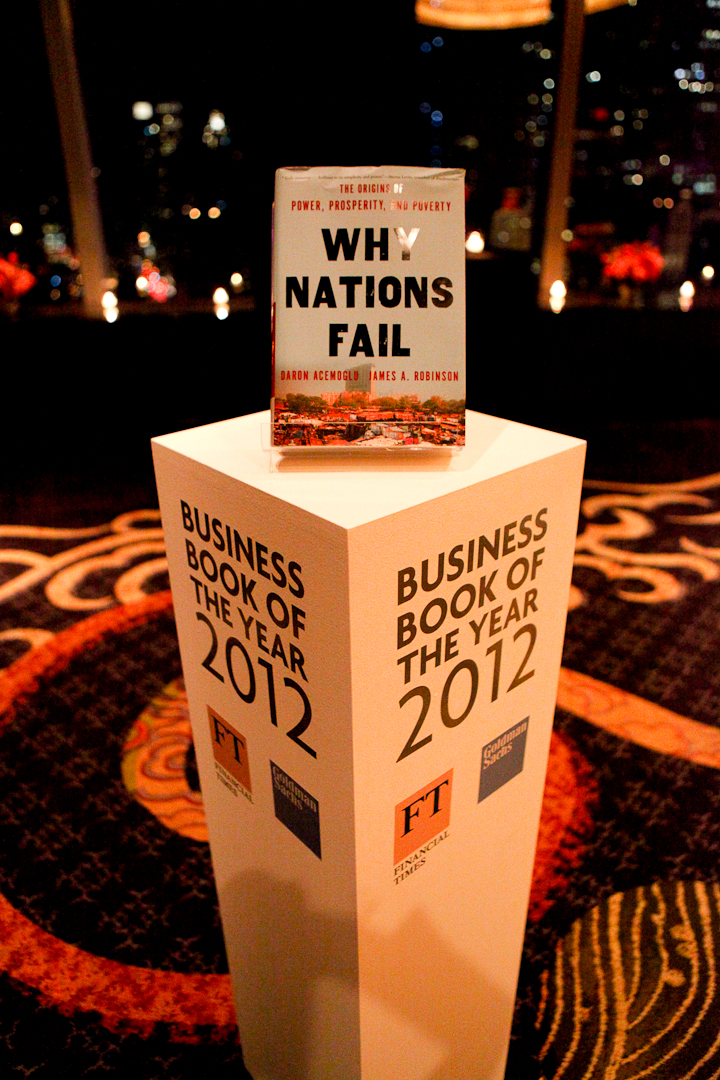
Englische Ausgabe bei der Preisverleihung eines Buchpreises

Warum Nationen scheitern (englisch Why Nations Fail) ist ein im Jahr 2012 in englischer Sprache und 2013 in deutscher Übersetzung erschienenes Sachbuch der Wirtschafts- und Politikwissenschaftler Daron Acemoğlu und James A. Robinson. Es wurde von den Wirtschaftsnobelpreisträgern George Akerlof, Gary S. Becker, Michael Spence, Robert Solow, Peter A. Diamond und Kenneth J. Arrow empfohlen. Acemoğlu und Robinson erhielten 2024 selber den Wirtschaftsnobelpreis.

## Inhalt

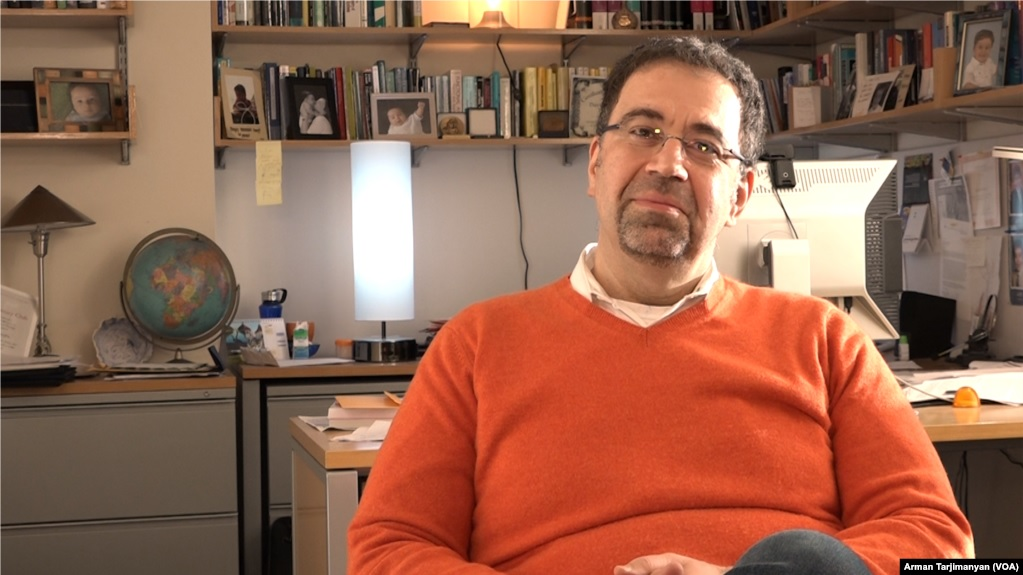
Daron Acemoğlu (2020)

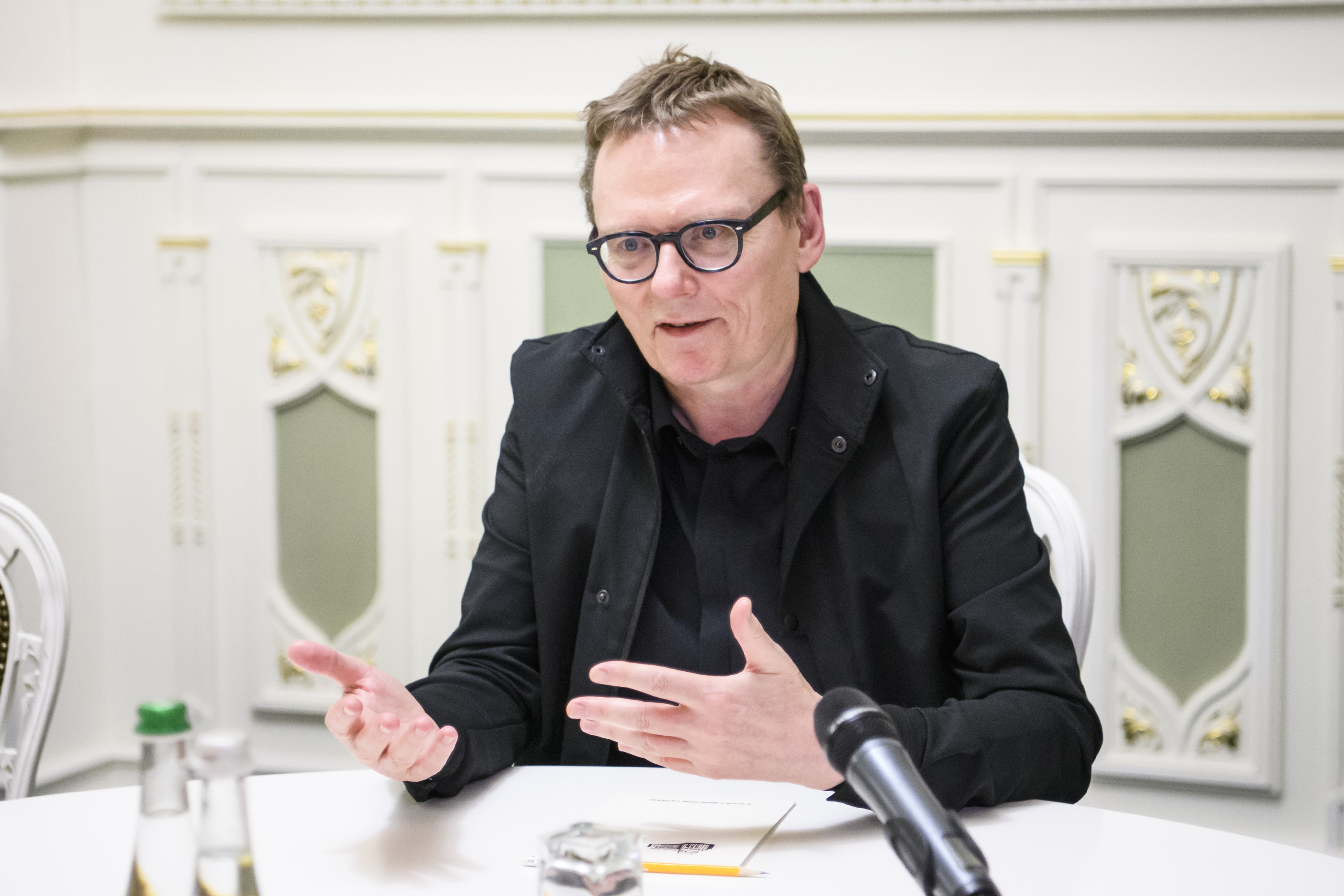
James A. Robinson (2018)

In insgesamt 15 Kapiteln untersuchen die Autoren, welche Ursachen für den wirtschaftlichen und politischen Erfolg oder Misserfolg von Staaten verantwortlich sind. Sie argumentieren dabei, weshalb die bisherigen Erklärungen für die Entstehung von staatlichem Wohlstand und Armut – etwa die geographische Lage, Klima, Kultur bzw. Religion oder die Wirtschaftspolitik – unzureichend oder fehlerhaft seien. Zur Untersuchung tragen dabei Staaten bei, die Gemeinsamkeiten der genannten Faktoren aufweisen, sich jedoch jeweils in eine andere Richtung bezüglich des gesellschaftlichen Reichtums entwickelt haben. Als prägnantes Beispiel wird hierbei Korea angeführt, das vor über 60 Jahren geteilt wurde, und heute keinerlei wirtschaftliche Gemeinsamkeiten mehr habe. Aber auch anhand einer Grenzstadt, wie Nogales in den Vereinigten Staaten von Amerika und Nogales in Mexiko, wird untersucht, inwieweit sich das institutionelle und wirtschaftliche Umfeld auf Armut und Reichtum der Einwohner unterschiedlich auswirkt, bei gleicher geografischer Lage und annähernd gleicher Kultur der Bewohner.
Die zentrale These der Autoren ist, dass wirtschaftlicher Erfolg in erster Linie von inklusiven, also einbeziehenden, wirtschaftlichen und politischen Institutionen abhänge. Empirische Belege stützen diese These. Nur ein funktionierender demokratischer und pluralistischer Rechtsstaat sei in der Lage, Ideen und Talente, die in der Bevölkerung gleichmäßig verteilt seien, voll auszuschöpfen. In extraktiven (auslaugenden, ausschließenden) Systemen, Autokratien, hätten hingegen Unternehmer und Bürger kaum Anreize für die zur Wohlstandsschaffung nötigen Investitionen und Innovationen, da die herrschende Klasse die Schöpferische Zerstörung fürchten müsse. Die Schöpferische Zerstörung schaffe neue Gruppen, die mit der Elite um die Macht konkurrieren können. Die Eliten würden dabei ihren alleinigen Zugang zu den wirtschaftlichen und finanziellen Ressourcen des Landes verlieren. 
Hierbei wird die Entstehung des demokratischen Pluralismus in England durch die Glorreiche Revolution von 1688 als Ursprungsland der Industriellen Revolution beispielhaft angeführt. Als ein Negativbeispiel wird die Sowjetunion genannt, die zwar bis in die 1970er Jahre zunächst ein passables Wirtschaftswachstum verzeichnen, die Potentiale ihrer Bürger aber nicht weiter ausschöpfen konnte.

## Rezensionen (Auswahl)
„Nicht vollständig überzeugt scheint Tim Neshitov von den Krisenerklärungsversuchen der beiden Autoren Daron Acemoglu und James A. Robinson zu sein. Allerdings gibt er zu, dass die Autoren den Anspruch einer Erklärung auch gar nicht formulieren. Vielmehr sei der ihnen von Zeitungen, wie der New York Times, angedichtet worden. Was das Buch dagegen leistet, erklärt der Rezensent so: Es versucht, bisherige Thesen zur Entstehung von Armut zu widerlegen (das Klimaargument  z. B.). Historische Anekdoten und Ungenauigkeiten kann der Rezensent da verschmerzen. Dass der Band keine Antwort darauf gibt, wann eine Nation als gescheitert gilt, empfindet Neshitov hingegen als Mangel.“

„Trotz einiger Ungenauigkeiten liebäugelt Elisabeth von Thadden vorsichtig mit Daron Acemoglus und James A. Robinsons ‚Warum Nationen scheitern‘. Was die beiden Autoren auf sechshundert Seiten mit zahlreichen Fallbeispielen zu belegen suchen, lässt sich im Grunde auf ein paar Sätze herunterbrechen, erklärt die  Rezensentin: Machteliten sind schlecht für den gesellschaftlichen Wohlstand, Bürgerrechte sind gut. Nur wenn die Regierung den Bürgern Rechenschaft schuldet und verschiedene Interessen berücksichtigt werden, kann die Mehrheit des Volkes ihre wirtschaftlichen Chancen nutzen: Eigentums- und Vertragsrechte müssen her und eine funktionierende Justiz, fasst von Thadden zusammen. Jede Politik, die sich diesem Ziel verschreibt, nennen die Autoren ‚inklusiv‘, jede, die ihm zuwider handelt ‚extraktiv‘. So sympathisch die Rezensentin diese Hymne auf die ‚Wirksamkeit politischer Institutionen im Rechtsstaat‘ auch findet, bleibt ihr doch einiges zu unscharf: Ökonomie und Demokratie scheinen bei Acemoglu und Robinson zusammenzufallen. Auch wird der demokratische Engpass auf europäischer Ebene ebenso unterschätzt wie, wenigstens in der Geschichte Deutschlands, die enge und oft erfolgreiche Zusammenarbeit der Wirtschaft mit autoritären Regierungen.“

„Ihre These untermauern die Autoren mit einem anekdotenreichen Ritt durch die Geschichte. Römisches Reich, Maya-Imperium, das pestgeplagte Europa oder der Kongo unter Kabila sind nur einige Stationen, die anschaulich abgehandelt werden, und es ist faszinierend zu beobachten, wie es Acemoglu und Robinson gelingt, ihr Modell als Quasi-Weltformel zu verkaufen. Sei es, um die Spätfolgen des Kolonialismus in der Karibik zu erklären, um das zögerliche Patentwesen Mexikos aus der ebenso zögerlichen Kreditvergabe der dortigen Banken abzuleiten, oder um das wirtschaftliche Ausbluten des Ostblocks als Folge Stalins fehlgeleiteter Boni-Kultur darzustellen. […] Gerade weil es Widerspruch provoziert, bleibt ‚Warum Nationen scheitern‘ jedoch eine anregende Lektüre. Ob es allerdings wirklich fast 600 Seiten gebraucht hätte, zumal diverse Male bereits in vorangegangenen Kapiteln vorgebrachte Argumente und Anekdoten wiederholt werden, ist fraglich. Nach einem Drittel des Buches kennt man die Argumentation der Autoren.“

„Why Nations Fail [ist] ein wertvolles Buch. Es weist auf die historisch enge Verflechtung von Freiheit und Wohlstand hin. Es ermutigt den Westen, den Aufbau liberaler Institutionen voranzutreiben, so wie das die EU momentan in Osteuropa versucht, durchaus nicht ganz ohne Erfolg. Und es zeigt, gleichgültig was uns antikapitalistische Erlösungsphantasien in Krisenzeiten wie diesen versprechen, wie fragil und kostbar die Errungenschaften des Liberalismus sind.“

„Es ist die große Stärke und zugleich die große Schwäche von ‚Warum Nationen scheitern‘, dass die Antwort so einfach klingt und wahrscheinlich auch ist. Es sind die politischen und ökonomischen Institutionen, in den USA, in Mexiko, auf der ganzen Welt, die über Wohl und Wehe eines Landes entscheiden. […] Die zentrale These des Parforceritts über Kontinente und durch Jahrhunderte mit vielen Beispielen lautet: Demokratische, die Bevölkerung beteiligende politische und wirtschaftliche Institutionen erzeugen Wohlstand. Regierungen oder Wirtschaftseliten, die ihren Bevölkerungen Ressourcen, Marktzugang, Teilhabe und Bildung vorzuenthalten versuchen, erzeugen Armut, Kriminalität, Niedergang.“

„Die Frage nach den Ursachen des wirtschaftlichen Wohlstands hat im 18. Jahrhundert Adam Smith, den Vater der modernen Wirtschaftslehre, beschäftigt, und nach ihm viele andere Ökonomen. Im Frühjahr 2012 ist mit ‚Why Nations Fail‘ […] ein Buch erschienen, das sich würdig, in die Reihe der Werke zur Erklärung des wirtschaftlichen Wohlstands einreiht. ‚Why Nations Fail‘ ist populärwissenschaftlich verfasst, beruht indessen auf einer rund ein Dutzend Jahre währenden Forscherarbeit mit zahlreichen, zum Teil sehr speziellen Publikationen in der wissenschaftlichen Fachpresse. […] Das Buch ist sehr faktenreich und erlaubt vielerlei faszinierende, gelegentlich auch amüsante Einblicke in wenig bekannte Episoden der Weltgeschichte, ermüdet aber gelegentlich durch unnötige Wiederholungen. […] Die größte Stärke des Buches bildet auch den wichtigsten Angriffspunkt. Zur wissenschaftlichen Arbeit gehört die Reduktion auf das Wesentliche; insofern ist die These, dass fast ausschließlich die politischen Institutionen über den langfristigen wirtschaftlichen Wohlstand entscheiden, sehr pointiert, aber natürlich auch sehr leserfreundlich.“

## Ausgaben
- Why Nations Fail: The Origins of Power, Prosperity, and Poverty. Crown Business, 2012, ISBN 0-307-71921-9.
- Bernd Rullkötter (Übersetzer): Warum Nationen scheitern: Die Ursprünge von Macht, Wohlstand und Armut. S. Fischer Verlag, 2013, ISBN 3-100-00546-5.